# Open Build Service
Open Build Service（旧称: openSUSE Build Service）は、SUSE Linux Enterprise Server、openSUSE、Red Hat Enterprise Linux、Mandriva、Ubuntu、Fedora、DebianおよびArch Linuxを含む複数のLinuxディストリビューションのパッケージを開発者がコンパイルすることを奨励するために設計されたオープンで完全なディストリビューション開発プラットフォームである。通常、パッケージングプロセスが簡素化されるため、開発者は多くのディストリビューションおよび多くのopenSUSEリリースで単一のプログラムをより簡単にパッケージ化でき、使用するディストリビューションに関係なく、より多くのパッケージをユーザーが利用できる。また、製品とアプライアンスの構築はOBSによってサポートされている。
Build ServiceソフトウェアはGPLの下で公開されている。幅広いLinuxコミュニティに対するその有用性を認められ、Linux FoundationはプロジェクトがLinux Developer Network（LDN）に追加されることを発表した。また、さまざまな企業、MeeGoプロジェクト、Tizenが配布の開発に使用している。
またコラボレーション環境も提供されているので、開発者グループが他のプロジェクト向けに変更点を作成して送信できるようにしている。

## ワークフローと使用法
Open Build Serviceをプライベートインストールとして実行するか、SUSEがホストするbuild.opensuse.orgにあるopenSUSE Build Serviceなどのパブリックインスタンスを利用することができる。後者は最大400のビルドスロットを提供しているが、外部サービスはどのパッケージのホストを許可するかに関して制限を課す可能性があるため、専有または法的に問題のあるソフトウェアをホストする場合は通常プライベートインストールが選択される。
各パッケージャーにはデフォルトで「ホーム」プロジェクトがあり、RPMまたはDebianパッケージのビルド方法に関するソースと定義をアップロードすることができる。開発者にアクセス許可が付与されている場合、ホームスペース以外のコミットが可能である。アップロードのたびに、ビルドサービスは変更されたパッケージの再ビルドをスケジュールする。完了すると、結果のバイナリパッケージがダウンロードサーバーに即座に反映され、一般に公開される。
ビルドサービスは、いくつかのユーザーインターフェイスで実装したパブリックAPIを提供している。
- build.opensuse.orgのWebインターフェイス
- osc[9]というコマンドラインインターフェイス

さらに、ビルドサービスをEclipseに統合するためのプラグインは、Google Summer of CodeプロジェクトおよびQt Creatorのプラグインとして開発されている。
リモートホストからソースとパッケージを再利用してインスタンスをリンクすることができるので、既存のプロジェクトの依存関係を手動でブートストラップ/インポートする必要はない。

## バージョンと履歴
| バージョン | リリース日     |
| ---------- | -------------- |
| N/A        | 2006年2月22日  |
| 0.5        | 2007年12月21日 |
| 0.9        | 2008年4月16日  |
| 1.0        | 2008年7月9日   |
| 1.5        | 2009年3月19日  |
| 1.8        | 2010年6月9日   |
| 2.0        | 2010年6月9日   |
| 2.3        | 2012年5月3日   |
| 2.4        | 2013年4月30日  |
| 2.5        | 2014年3月31日  |
| 2.6        | 2015年2月5日   |
| 2.7        | 2016年6月6日   |
| 2.8        | 2017年4月7日   |
| 2.9        | 2018年3月19日  |
| 2.10       | 2019年7月4日   |